# Leiothrix trifida
Leiothrix trifida är en gräsväxtart som beskrevs av Silveira. Leiothrix trifida ingår i släktet Leiothrix och familjen Eriocaulaceae. Inga underarter finns listade i Catalogue of Life.